# Neoxyphinus
Neoxyphinus is een geslacht van spinnen uit de  familie van de Oonopidae (dwergcelspinnen).

## Soorten
- Neoxyphinus ogloblini Birabén, 1953
- Neoxyphinus xyphinoides (Chamberlin & Ivie, 1942)